# Romênia nos Jogos Olímpicos de Verão de 2008
A Romênia participou dos Jogos Olímpicos de Verão de 2008, em Pequim, na China. Contou com a maior delegação de sua história (102 atletas) desde que estreou nos Jogos em 1900. Em sua 19ª aparição olímpica, o país disputou medalhas em 16 esportes, incluindo: atletismo, tiro com arco, handebol, ginástica, lutas, natação, halterofilismo, esgrima, tênis de mesa, tiro, tênis, judô e boxe.

## Medalhas
| Andreea Acatrinei Gabriela Drăgoi Andreea Grigore | Sandra Izbaşa Steliana Nistor Anamaria Tamarjan |

| Constanţa Burcică Viorica Susanu Rodica Şerban Beniko Barabas Simona Muşat | Ioana Papuc Georgeta Andrunache Doina Ignat Elena Georgescu |

## Desempenho

### Atletismo
Masculino
| Atletas      | Evento       | Preliminares | Preliminares | Final   | Final   |
| Atletas      | Evento       | Marca        | Posição      | Marca   | Posição |
| ------------ | ------------ | ------------ | ------------ | ------- | ------- |
| Marian Oprea | Salto triplo | 17,17 m      | 8º           | 17,22 m | 5º      |

Feminino
| Atletas                  | Evento                | Preliminares | Preliminares | Quartas | Quartas | Semifinal   | Semifinal   | Final         | Final           |
| Atletas                  | Evento                | Marca        | Posição      | Marca   | Posição | Marca       | Posição     | Marca         | Posição         |
| ------------------------ | --------------------- | ------------ | ------------ | ------- | ------- | ----------- | ----------- | ------------- | --------------- |
| Ionela Târlea            | 200 metros            | 23s24        | 21º          | 23s22   | 20º     | Não avançou | Não avançou | Não avançou   | Não avançou     |
| Mihaela Neacşu           | 800 metros            | 2m03s03      | 28º          |         |         | Não avançou | Não avançou | Não avançou   | Não avançou     |
| Angela Moroşanu          | 400 m com barreiras   | 56s07 (SB)   | 14º          |         |         | 57s67       | 16º         | Não avançou   | Não avançou     |
| Ancuţa Bobocel           | 3000 m com obstáculos | 9m35s31      | 23º          |         |         |             |             | Não avançou   | Não avançou     |
| Cristina Casandra        | 3000 m com obstáculos | 9m22s38 (NR) | 6º           |         |         |             |             | 9m16s85 (NR)  | 5º              |
| Constantina Diṭă-Tomescu | Maratona              |              |              |         |         |             |             | 2h26m44s (SB) | Medalha de ouro |
| Luminiţa Talpoş          | Maratona              |              |              |         |         |             |             | 2h31m41s      | 18º             |
| Lidia Simon              | Maratona              |              |              |         |         |             |             | 2h27m51s      | 8º              |
| Ana Maria Groza          | 20 km marcha atlética |              |              |         |         |             |             | 1h32m16s      | 23º             |
| Viorica Tigau            | Salto em distância    | 6,44 m       | 22º          |         |         |             |             | Não avançou   | Não avançou     |
| Adelina Gavrila          | Salto triplo          | 13,98 m      | 19º          |         |         |             |             | Não avançou   | Não avançou     |
| Anca Heltne              | Arremesso de peso     | 17,48 m      | 21º          |         |         |             |             | Não avançou   | Não avançou     |
| Nicoleta Grasu           | Arremesso de disco    | 62,51 m      | 2º           |         |         |             |             | 58,63 m       | 12º             |
| Felicia Ţilea-Moldovan   | Lançamento de dardo   | 60,81 m      | 10º          |         |         |             |             | 53,04 m       | 12º             |
| Monica Stoian            | Lançamento de dardo   | 54,56 m      | 40º          |         |         |             |             | Não avançou   | Não avançou     |
| Bianca Perie             | Arremesso de martelo  | 68,21 m      | 18º          |         |         |             |             | Não avançou   | Não avançou     |

### Boxe
A Romênia classificou dois boxeadores para o torneio olímpico. Georgian Popescu se classificou no primeiro pré-olímpico europeu. Ionuţ Gheorghe se classificou no segundo pré-olímpico europeu
| Atleta           | Evento                  | Fase de 32                 | Fase de 16                 | Quartas                | Semifinais             | Final                  |
| Atleta           | Evento                  | Adversário e resultado     | Adversário e resultado     | Adversário e resultado | Adversário e resultado | Adversário e resultado |
| ---------------- | ----------------------- | -------------------------- | -------------------------- | ---------------------- | ---------------------- | ---------------------- |
| Georgian Popescu | Peso leve               | USA S. Ali V PTS 20:5      | MEX F. Vargas V PTS 14:4   | CUB Y. Ugás D PTS 7:11 | Não avançou            | Não avançou            |
| Ionuţ Gheorghe   | Peso meio-médio-ligeiro | PUR J. González V PTS 21:4 | IRI M. Sepahvand D PTS 4:8 | Não avançou            | Não avançou            | Não avançou            |

### Canoagem de velocidade
Masculino
| Atleta                                 | Evento     | Preliminar | Preliminar | Semifinais | Semifinais | Final    | Final   |
| Atleta                                 | Evento     | Tempo      | Posição    | Tempo      | Posição    | Tempo    | Posição |
| -------------------------------------- | ---------- | ---------- | ---------- | ---------- | ---------- | -------- | ------- |
| Florin Georgian Mironcic               | C-1 500 m  | 1m48s608   | 2º         | 1m51s535   | 2º         | 1m49s861 | 7º      |
| Florin Georgian Mironcic               | C-1 1000 m | 3m57s538   | 2º         | 3m59s664   | 2º         | 3m57s876 | 6º      |
| Iosif Chirila Andrei Cuculici          | C-2 500 m  | 1m42s306   | 4º         | 1m42s545   | 1º         | 1m43s195 | 6º      |
| Nicolae Flocea Constantin Ciprian Popa | C-2 1000 m | 3m41s846   | 2º         |            |            | 3m40s342 | 4º      |

### Esgrima
Masculino
| Atleta           | Evento             | Fase de 64             | Fase de 32             | Fase de 16             | Quartas de final         | Semifinais             | Final                                     | Posição           |
| Atleta           | Evento             | Adversário e resultado | Adversário e resultado | Adversário e resultado | Adversário e resultado   | Adversário e resultado | Adversário e resultado                    | Posição           |
| ---------------- | ------------------ | ---------------------- | ---------------------- | ---------------------- | ------------------------ | ---------------------- | ----------------------------------------- | ----------------- |
| Virgil Saliscan  | Florete individual |                        | GBR R. Kruse D 6-15    | Não avançou            | Não avançou              | Não avançou            | Não avançou                               | Não avançou       |
| Rares Dumitrescu | Sabre individual   |                        | SEN M. Keita V 15-7    | FRA J. Pillet D 13-15  | Não avançou              | Não avançou            | Não avançou                               | Não avançou       |
| Mihai Covaliu    | Sabre individual   |                        | BLR V. Pryiemka V 15-9 | CHN Zhou H. V 15-12    | BLR A. Buikevich V 15-13 | FRA N. Lopez D 13-15   | Disputa pelo bronze FRA J. Pillet V 15-11 | Medalha de bronze |

Feminino
| Atleta           | Evento             | Fase de 64             | Fase de 32             | Fase de 16             | Quartas de final       | Semifinais                   | Final                    | Posição          |
| Atleta           | Evento             | Adversário e resultado | Adversário e resultado | Adversário e resultado | Adversário e resultado | Adversário e resultado       | Adversário e resultado   | Posição          |
| ---------------- | ------------------ | ---------------------- | ---------------------- | ---------------------- | ---------------------- | ---------------------------- | ------------------------ | ---------------- |
| Ana Maria Brânză | Espada individual  |                        |                        | JPN M. Harada V 15-11  | RUS L. Shutova V 15-13 | HUN I. Mincza-Nébald V 15-14 | GER B. Heidemann D 11-15 | Medalha de prata |
| Cristina Stahl   | Florete individual |                        | GER K. Wachter D 6-15  | Não avançou            | Não avançou            | Não avançou                  | Não avançou              | Não avançou      |

### Ginástica artística
Masculino
| Atleta                                                                                            | Evento             | Aparelho | Aparelho | Aparelho       | Aparelho | Aparelho       | Aparelho  | Qualificação | Qualificação | Final       | Final       |
| Atleta                                                                                            | Evento             | Salto    | Solo     | Cav. com alças | Argolas  | Bar. paralelas | Bar. fixa | Total        | Pos.         | Total       | Pos.        |
| ------------------------------------------------------------------------------------------------- | ------------------ | -------- | -------- | -------------- | -------- | -------------- | --------- | ------------ | ------------ | ----------- | ----------- |
| Adrian Bucur                                                                                      | Individual geral   | 15,700   | 14,725   | 12,525         | 14,950   | 14,825         | 13,750    | 86,475       | 36º          | Não avançou | Não avançou |
| Marian Drăgulescu                                                                                 | Individual geral   | 16,625   | 15,925   |                |          |                | 14,800    | 47,350       | 71º          | Não avançou | Não avançou |
| Marian Drăgulescu                                                                                 | Solo               |          |          |                |          |                |           | 15,925       | 2º           | 14,850      | 7º          |
| Marian Drăgulescu                                                                                 | Salto sobre a mesa |          |          |                |          |                |           | 16,762       | 1º           | 16,225      | 4º          |
| Flavius Koczi                                                                                     | Individual geral   | 16,600   | 15,125   | 14,400         | 13,950   | 15,075         | 15,025    | 90,175       | 16º          | 89,575      | 18º         |
| Flavius Koczi                                                                                     | Salto sobre a mesa |          |          |                |          |                |           | 16,587       | 5º           | 15,925      | 7º          |
| Daniel Popescu                                                                                    | Individual geral   | 16,400   | 14,575   | 14,500         | 13,975   | 14,525         | 13,325    | 87,300       | 32º          | Não avançou | Não avançou |
| Răzvan Selariu                                                                                    | Individual geral   | 12,900   | 15,400   | 14,075         | 15,175   | 14,950         | 13,475    | 85,975       | 38º          | Não avançou | Não avançou |
| George Robert Stănescu                                                                            | Individual geral   |          |          | 12,925         | 15,750   | 15,200         |           | 43,875       | 78º          | Não avançou | Não avançou |
| George Robert Stănescu                                                                            | Argolas            |          |          |                |          |                |           | 15,750       | 8º           | 15,825      | 7º          |
| Adrian Bucur Marian Drăgulescu Flavius Koczi Daniel Popescu Răzvan Selariu George Robert Stănescu | Equipes            | 65,325   | 61,175   | 55,900         | 59,850   | 60,050         | 57,050    | 359,350      | 8º           | 274,175     | 7º          |

Feminino
| Atleta                                                                                            | Evento              | Aparelho | Aparelho | Aparelho          | Aparelho | Qualificação | Qualificação | Final       | Final             |
| Atleta                                                                                            | Evento              | Salto    | Solo     | Bar. assimétricas | Trave    | Total        | Pos.         | Total       | Pos.              |
| ------------------------------------------------------------------------------------------------- | ------------------- | -------- | -------- | ----------------- | -------- | ------------ | ------------ | ----------- | ----------------- |
| Andreea Acatrinei                                                                                 | Individual geral    | 14,350   | 14,775   |                   | 14,175   | 43,300       | 71º          | Não avançou | Não avançou       |
| Gabriela Drăgoi                                                                                   | Individual geral    |          | 14,250   | 14,225            | 15,450   | 43,925       | 66º          | Não avançou | Não avançou       |
| Gabriela Drăgoi                                                                                   | Trave               |          |          |                   |          | 15,450       | 12º          | 15,625      | 5º                |
| Andreea Grigore                                                                                   | Individual geral    | 14,700   |          | 13,975            |          | 28,675       | 88º          | Não avançou | Não avançou       |
| Sandra Izbaşa                                                                                     | Individual geral    | 15,100   | 15,745   | 13,575            | 15,225   | 59,375       | 13º          | 60,750      | 8º                |
| Sandra Izbaşa                                                                                     | Solo                |          |          |                   |          | 15,475       | 2º           | 15,650      | Medalha de ouro   |
| Steliana Nistor                                                                                   | Individual geral    | 14,900   | 14,550   | 15,975            | 15,075   | 60,500       | 8º           | 61,050      | 5º                |
| Steliana Nistor                                                                                   | Barras assimétricas |          |          |                   |          | 15,975       | 4º           | 15,575      | 7º                |
| Anamaria Tamarjan                                                                                 | Individual geral    | 15,025   | 14,500   | 14,275            | 15,200   | 59,000       | 16º          | Não avançou | Não avançou       |
| Andreea Acatrinei Gabriela Drăgoi Andreea Grigore Sandra Izbaşa Steliana Nistor Anamaria Tamarjan | Equipes             | 59,725   | 59,300   | 58,450            | 60,950   | 238,425      | 4º           | 181,525     | Medalha de bronze |

### Halterofilismo
Masculino
| Atleta         | Evento | Arranque (kg) | Arremesso (kg) | Total (kg)    | Posição       |
| -------------- | ------ | ------------- | -------------- | ------------- | ------------- |
| Antoniu Buci   | -62kg  | 130,0         | 165,0          | 295,0         | 4º            |
| Răzvan Martin  | -69kg  | 130,0         | 158,0          | 288,0         | 19º           |
| Alexandru Roşu | -69kg  | 136,0         | Não completou  | Não completou | Não completou |
| Răzvan Rusu    | -77kg  | 140,0         | 170,0          | 310,0         | 18º           |

Feminino
| Atleta       | Evento | Arranque (kg) | Arremesso (kg) | Total (kg) | Posição |
| ------------ | ------ | ------------- | -------------- | ---------- | ------- |
| Roxana Cocoş | -58kg  | 89,0          | 115,0          | 204,0      | 8º      |

### Handebol
Feminino
| Equipe | Fase de grupos                                                                                      | Fase de grupos | Quartas de final       | Semifinal                                    | Final                                    | Pos. |
| Equipe | Adversário e resultado                                                                              | Pos.           | Adversário e resultado | Adversário e resultado                       | Adversário e resultado                   | Pos. |
| --- | --------------------------------------------------------------------------------------------------- | -------------- | ---------------------- | -------------------------------------------- | ---------------------------------------- | ---- |
| Luminiţa Dinu-Huţupan Tereza Tamaş Talida Tolnai Valetina Elisei-Ardean Ramona Maier Adriana Olteanu-Nechita Ionela Stanca-Gâlcă Florina Bîrsan Carmen Amariei Adina Meiroşu Cristina Neagu Valeria Beşe Narcisa Lecuşanu Aurelia Brădeanu Mihaela Ani-Senocico | KAZ Cazaquistão V 31-19 CHN China V 34-20 FRA França V 34-26 ANG Angola V 28-23 NOR Noruega D 23-24 | 2º (Gr. A)     | HUN Hungria D 30-34    | Classificação 5º-8º FRA França D 34-36 (pro) | Disputa pelo 7º lugar SWE Suécia V 34-30 | 7º   |

### Judô
Masculino
| Atleta       | Evento  | Preliminares           | Fase de 32                  | Fase de 16                | Quartas                      | Semifinais             | Repescagem             | Repescagem                      | Repescagem             | Final                  | Final       |
| Atleta       | Evento  | Preliminares           | Fase de 32                  | Fase de 16                | Quartas                      | Semifinais             | 1ª fase                | Quartas                         | Semifinais             | Final                  | Final       |
| Atleta       | Evento  | Adversário e resultado | Adversário e resultado      | Adversário e resultado    | Adversário e resultado       | Adversário e resultado | Adversário e resultado | Adversário e resultado          | Adversário e resultado | Adversário e resultado | Pos.        |
| ------------ | ------- | ---------------------- | --------------------------- | ------------------------- | ---------------------------- | ---------------------- | ---------------------- | ------------------------------- | ---------------------- | ---------------------- | ----------- |
| Daniel Brata | -100 kg |                        | UZB U. Kurbanov V 1000-0001 | CAN K. Morgan V 1000-0000 | AZE M. Miraliyev D 0000-0110 |                        |                        | GEO L. Zhorzholiani D 0000-1001 | Não avançou            | Não avançou            | Não avançou |

Feminino
| Atleta                  | Evento | Preliminares           | Fase de 32             | Fase de 16                      | Quartas                  | Semifinais              | Repescagem             | Repescagem             | Repescagem             | Final                     | Final           |
| Atleta                  | Evento | Preliminares           | Fase de 32             | Fase de 16                      | Quartas                  | Semifinais              | 1ª fase                | Quartas                | Semifinais             | Final                     | Final           |
| Atleta                  | Evento | Adversário e resultado | Adversário e resultado | Adversário e resultado          | Adversário e resultado   | Adversário e resultado  | Adversário e resultado | Adversário e resultado | Adversário e resultado | Adversário e resultado    | Pos.            |
| ----------------------- | ------ | ---------------------- | ---------------------- | ------------------------------- | ------------------------ | ----------------------- | ---------------------- | ---------------------- | ---------------------- | ------------------------- | --------------- |
| Alina Alexandra Dumitru | -48 kg |                        |                        | HUN E. Csernoviczki V 0101-0010 | KOR Kim Y-R. V 1000-0000 | JPN R. Tani V 0100-0010 |                        |                        |                        | CUB Y. Bermoy V 1100-0000 | Medalha de ouro |

### Lutas
Greco-romana
| Atleta          | Evento | Preliminar                         | Oitavas de final               | Quartas de final       | Semifinal              | Repescagem 1ª rodada         | Repescagem 2ª rodada   | Final                  | Final       |
| Atleta          | Evento | Adversário e resultado             | Adversário e resultado         | Adversário e resultado | Adversário e resultado | Adversário e resultado       | Adversário e resultado | Adversário e resultado | Pos.        |
| --------------- | ------ | ---------------------------------- | ------------------------------ | ---------------------- | ---------------------- | ---------------------------- | ---------------------- | ---------------------- | ----------- |
| Virgil Munteanu | -55 kg |                                    | USA S. Mango D 1-1, 2-5        | Não avançou            | Não avançou            | Não avançou                  | Não avançou            | Não avançou            | Não avançou |
| Eusebiu Diaconu | -60 kg | EGY A. El-Gharably V 1-1, 1-1, 1-1 | AZE V. Rahimov D 1-1, 3-0, 2-4 |                        |                        | CHN Sheng J. D 1-5, 3-1, 1-2 | Não avançou            | Não avançou            | Não avançou |
| Ion Panait      | -66 kg |                                    | CHN Li Y. D 2-2, 1-1           | Não avançou            | Não avançou            | Não avançou                  | Não avançou            | Não avançou            | Não avançou |

Livre masculino
| Atleta            | Evento  | Preliminar             | Oitavas de final              | Quartas de final       | Semifinal              | Repescagem 1ª rodada   | Repescagem 2ª rodada              | Final                                          | Final       |
| Atleta            | Evento  | Adversário e resultado | Adversário e resultado        | Adversário e resultado | Adversário e resultado | Adversário e resultado | Adversário e resultado            | Adversário e resultado                         | Pos.        |
| ----------------- | ------- | ---------------------- | ----------------------------- | ---------------------- | ---------------------- | ---------------------- | --------------------------------- | ---------------------------------------------- | ----------- |
| Petru Toarcă      | -55 kg  |                        | GEO B. Gochashvili D 0-3, 0-3 | Não avançou            | Não avançou            | Não avançou            | Não avançou                       | Não avançou                                    | Não avançou |
| Gheorghiţă Ştefan | -74 kg  |                        | UZB S. Tigiev D 0-1, 0-1      |                        |                        |                        | GRE E. Bentinidis V 0-3, 1-0, 1-0 | Disputa pelo bronze BLR M. Gaidarov D 1-2, 1-3 | 5º          |
| Rareş Chintoan    | -120 kg |                        | CUB D. Rodríguez D 0-5, 0-4   | Não avançou            | Não avançou            | Não avançou            | Não avançou                       | Não avançou                                    | Não avançou |

Livre feminino
| Atleta          | Evento | Preliminar             | Oitavas de final               | Quartas de final       | Semifinal              | Repescagem 1ª rodada   | Repescagem 2ª rodada            | Final                                   | Final       |
| Atleta          | Evento | Adversário e resultado | Adversário e resultado         | Adversário e resultado | Adversário e resultado | Adversário e resultado | Adversário e resultado          | Adversário e resultado                  | Pos.        |
| --------------- | ------ | ---------------------- | ------------------------------ | ---------------------- | ---------------------- | ---------------------- | ------------------------------- | --------------------------------------- | ----------- |
| Estera Dobre    | -48 kg |                        | ESA I. Medrano D 1-5, 7-7, 0-0 | Não avançou            | Não avançou            | Não avançou            | Não avançou                     | Não avançou                             | Não avançou |
| Ana Maria Pavăl | -55 kg |                        | CHN Xu L. D 0-5, 0-3           |                        |                        |                        | KAZ O. Smirnova V 5-3, 1-1, 3-0 | Disputa pelo bronze COL J. Rentería D F | 5º          |

### Natação
Masculino
| Atleta(s)                                                    | Evento          | Eliminatórias | Eliminatórias | Semifinal   | Semifinal   | Final       | Final       |
| Atleta(s)                                                    | Evento          | Tempo         | Posição       | Tempo       | Posição     | Tempo       | Posição     |
| ------------------------------------------------------------ | --------------- | ------------- | ------------- | ----------- | ----------- | ----------- | ----------- |
| Norbert Trandafir                                            | 50 m livre      | 22s80         | 43º           | Não avançou | Não avançou | Não avançou | Não avançou |
| Norbert Trandafir                                            | 100 m livre     | 50s74         | 50º           | Não avançou | Não avançou | Não avançou | Não avançou |
| Dragoş Coman                                                 | 400 m livre     | 3m47s79       | 17º           |             |             | Não avançou | Não avançou |
| Dragoş Coman                                                 | 1500 m livre    | 15m24s05      | 28º           |             |             | Não avançou | Não avançou |
| Răzvan Florea                                                | 100 m costas    | 54s89         | 20º           | Não avançou | Não avançou | Não avançou | Não avançou |
| Răzvan Florea                                                | 200 m costas    | 1m57s97       | 10º           | 1m56s45     | 5º          | 1m56s52     | 7º          |
| Valentin Preda                                               | 100 m peito     | 1m01s77       | 31º           | Não avançou | Não avançou | Não avançou | Não avançou |
| Valentin Preda                                               | 200 m peito     | Não largou    | Não largou    | Não avançou | Não avançou | Não avançou | Não avançou |
| Ioan Gherghel                                                | 100 m borboleta | 52s50         | 28º           | Não avançou | Não avançou | Não avançou | Não avançou |
| Ioan Gherghel                                                | 200 m borboleta | 1m56s09       | 13º           | 1m56s57     | 14º         | Não avançou | Não avançou |
| Răzvan Florea Ioan Gherghel Valentin Preda Norbert Trandafir | 4x100 m medley  | 3m38s00       | 13º           |             |             | Não avançou | Não avançou |

Feminino
| Atleta(s)     | Evento      | Eliminatórias | Eliminatórias | Semifinal | Semifinal | Final   | Final   |
| Atleta(s)     | Evento      | Tempo         | Posição       | Tempo     | Posição   | Tempo   | Posição |
| ------------- | ----------- | ------------- | ------------- | --------- | --------- | ------- | ------- |
| Camelia Potec | 200 m livre | 1m57s65       | 9º            | 1m57s71   | 6º        | 1m56s87 | 5º      |
| Camelia Potec | 400 m livre | 4m04s55       | 7º            |           |           | 4m04s66 | 6º      |
| Camelia Potec | 800 m livre | 8m19s70       | 2º            |           |           | 8m23s11 | 4º      |

### Remo
Feminino
| Equipe | Evento      | Eliminatórias | Eliminatórias | Repescagem | Repescagem | Quartas | Quartas | Semifinal | Semifinal | Final   | Final                |
| Equipe | Evento      | Tempo         | Posição       | Tempo      | Posição    | Tempo   | Posição | Tempo     | Posição   | Tempo   | Posição (Pos. final) |
| --- | ----------- | ------------- | ------------- | ---------- | ---------- | ------- | ------- | --------- | --------- | ------- | -------------------- |
| Georgeta Andrunache Viorica Susanu | Dois sem    | 7m22s69       | 1º FA         |            |            |         |         |           |           | 7m20s60 | Medalha de ouro      |
| Ionela Neacşu Roxana Gabriela Cogianu                                                                                                  | Skiff duplo | 7m12s17       | 4º R          | 7m01s69    | 3º FB      |         |         |           |           | 7m20s99 | 3º (9º)              |
| Constanţa Burcică Viorica Susanu Rodica Şerban Beniko Barabas Simona Musat Ioana Papuc Georgeta Andrunache Doina Ignat Elena Georgescu | Oito com    | 6m05s77       | 1º FA         |            |            |         |         |           |           | 6m07s25 | Medalha de bronze    |

### Saltos ornamentais
Masculino
| Atletas             | Evento                     | Preliminares | Preliminares | Semifinal   | Semifinal   | Final       | Final       |
| Atletas             | Evento                     | Pontos       | Posição      | Pontos      | Posição     | Pontos      | Posição     |
| ------------------- | -------------------------- | ------------ | ------------ | ----------- | ----------- | ----------- | ----------- |
| Constantin Popovici | Plataforma 10 m individual | 392,30       | 23º          | Não avançou | Não avançou | Não avançou | Não avançou |

Feminino
| Atletas        | Evento                     | Preliminares | Preliminares | Semifinal   | Semifinal   | Final       | Final       |
| Atletas        | Evento                     | Pontos       | Posição      | Pontos      | Posição     | Pontos      | Posição     |
| -------------- | -------------------------- | ------------ | ------------ | ----------- | ----------- | ----------- | ----------- |
| Ramona Ciobanu | Plataforma 10 m individual | 279,10       | 24º          | Não avançou | Não avançou | Não avançou | Não avançou |

### Tênis
Masculino
| Atleta         | Evento  | Fase de 64                     | Fase de 32                | Fase de 16             | Quartas                | Semifinais             | Final                  | Final       |
| Atleta         | Evento  | Adversário e resultado         | Adversário e resultado    | Adversário e resultado | Adversário e resultado | Adversário e resultado | Adversário e resultado | Posição     |
| -------------- | ------- | ------------------------------ | ------------------------- | ---------------------- | ---------------------- | ---------------------- | ---------------------- | ----------- |
| Victor Hănescu | Simples | ITA S. Bolelli V 7-5, 3-6, 6-4 | FRA G. Monfils D 4-6, 6-7 | Não avançou            | Não avançou            | Não avançou            | Não avançou            | Não avançou |

Feminino
| Atleta         | Evento  | Fase de 64                  | Fase de 32             | Fase de 16             | Quartas                | Semifinais             | Final                  | Final       |
| Atleta         | Evento  | Adversário e resultado      | Adversário e resultado | Adversário e resultado | Adversário e resultado | Adversário e resultado | Adversário e resultado | Posição     |
| -------------- | ------- | --------------------------- | ---------------------- | ---------------------- | ---------------------- | ---------------------- | ---------------------- | ----------- |
| Sorana Cîrstea | Simples | ISR S. Peer D 3-6, 7-5, 0-6 | Não avançou            | Não avançou            | Não avançou            | Não avançou            | Não avançou            | Não avançou |

### Tênis de mesa
Masculino
| Atleta(s)     | Evento     | Preliminar             | 1ª etapa               | 2ª etapa                                        | 3ª etapa                                                           | 4ª etapa               | Quartas                | Semifinais             | Final                  |
| Atleta(s)     | Evento     | Adversário e resultado | Adversário e resultado | Adversário e resultado                          | Adversário e resultado                                             | Adversário e resultado | Adversário e resultado | Adversário e resultado | Adversário e resultado |
| ------------- | ---------- | ---------------------- | ---------------------- | ----------------------------------------------- | ------------------------------------------------------------------ | ---------------------- | ---------------------- | ---------------------- | ---------------------- |
| Adrian Crişan | Individual |                        |                        | DOM Lin J. V 4-1 (11-4, 11-2, 11-7, 9-11, 11-6) | GER D. Ovtcharov D 3-4 (11-8, 11-7, 7-11, 9-11, 6-11, 12-10, 1-11) | Não avançou            | Não avançou            | Não avançou            | Não avançou            |

Feminino
| Atleta(s)        | Evento     | Preliminar             | 1ª etapa                                         | 2ª etapa                                               | 3ª etapa               | 4ª etapa               | Quartas                | Semifinais             | Final                  |
| Atleta(s)        | Evento     | Adversário e resultado | Adversário e resultado                           | Adversário e resultado                                 | Adversário e resultado | Adversário e resultado | Adversário e resultado | Adversário e resultado | Adversário e resultado |
| ---------------- | ---------- | ---------------------- | ------------------------------------------------ | ------------------------------------------------------ | ---------------------- | ---------------------- | ---------------------- | ---------------------- | ---------------------- |
| Daniela Dodean   | Individual |                        |                                                  | PRK Kim J. D 1-4 (5-11, 7-11, 5-11, 11-5, 8-11)        | Não avançou            | Não avançou            | Não avançou            | Não avançou            | Não avançou            |
| Elizabeta Samara | Individual |                        | CGO Yang F. V 4-1 (11-4, 11-2, 6-11, 11-4, 11-6) | BLR V. Pavlovich D 1-4 (11-3, 8-11, 8-11, 7-11, 10-12) | Não avançou            | Não avançou            | Não avançou            | Não avançou            | Não avançou            |

| Atletas                                      | Evento  | Fase de grupos         | Fase de grupos | Semifinal              | Repescagem 1ª rodada     | Repescagem 2ª rodada   | Final                  | Pos.        |
| Atletas                                      | Evento  | Adversário e resultado | Pos.           | Adversário e resultado | Adversário e resultado   | Adversário e resultado | Adversário e resultado | Pos.        |
| -------------------------------------------- | ------- | ---------------------- | -------------- | ---------------------- | ------------------------ | ---------------------- | ---------------------- | ----------- |
| Daniela Dodean Iulia Necula Elizabeta Samara | Equipes | GER Alemanha V 3-0     | 2º (Grupo C)   |                        | USA Estados Unidos D 1-3 | Não avançou            | Não avançou            | Não avançou |
| Daniela Dodean Iulia Necula Elizabeta Samara | Equipes | HKG Hong Kong D 0-3    | 2º (Grupo C)   |                        | USA Estados Unidos D 1-3 | Não avançou            | Não avançou            | Não avançou |
| Daniela Dodean Iulia Necula Elizabeta Samara | Equipes | POL Polônia V 3-2      | 2º (Grupo C)   |                        | USA Estados Unidos D 1-3 | Não avançou            | Não avançou            | Não avançou |

### Tiro
Masculino
| Atleta                 | Evento              | Qualificação | Qualificação | Final       | Final       | Posição |
| Atleta                 | Evento              | Placar       | Posição      | Placar      | Total       | Posição |
| ---------------------- | ------------------- | ------------ | ------------ | ----------- | ----------- | ------- |
| Alin George Moldoveanu | Carabina de ar 10 m | 596          | 3º           | 102,9       | 698,9       | 4º      |
| Iulian Raicea          | Pistola de ar 10 m  | 567          | 44º          | Não avançou | Não avançou | 44º     |
| Iulian Raicea          | Tiro rápido 25 m    | 579          | 9º           | Não avançou | Não avançou | 9º      |
| Ioan Toman             | Skeet               | 108          | 35º          | Não avançou | Não avançou | 35º     |

Feminino
| Atleta          | Evento | Qualificação | Qualificação | Final       | Final       | Posição |
| Atleta          | Evento | Placar       | Posição      | Placar      | Total       | Posição |
| --------------- | ------ | ------------ | ------------ | ----------- | ----------- | ------- |
| Lucia Mihalache | Skeet  | 66           | 10º          | Não avançou | Não avançou | 10º     |

### Tiro com arco
A Romênia enviou um arqueiro para os Jogos pela segunda vez (a primeira desde 1980), visando à primeira medalha olímpica no esporte. Alexandru Bodnar conquistou a vaga no Campeonato Mundial Outdoor de 2007.
Masculino
| Atleta           | Evento     | Fase de Ranking | Fase de Ranking | Fase de 64                | Fase de 32               | Oitavas                | Quartas                | Semifinais             | Final                  | Final       |
| Atleta           | Evento     | Placar          | Chave           | Adversário e resultado    | Adversário e resultado   | Adversário e resultado | Adversário e resultado | Adversário e resultado | Adversário e resultado | Posição     |
| ---------------- | ---------- | --------------- | --------------- | ------------------------- | ------------------------ | ---------------------- | ---------------------- | ---------------------- | ---------------------- | ----------- |
| Alexandru Bodnar | Individual | 614             | 60º             | MAS W. Kalmizam V 106-105 | CUB J. Stevens D 101-108 | Não avançou            | Não avançou            | Não avançou            | Não avançou            | Não avançou |

Legenda
| Recorde mundial      | Recorde mundial (World record)               |                       | Recorde africano                      | Recorde africano (African) |                                           | Q | Classificado por posição (Qualified) |
| Recorde olímpico     | Recorde olímpico (Olympic record)            | Recorde da América    | Recorde da América (Americas)         | q                          | Classificado por melhor tempo (Qualified) |   |                                      |
| Melhor marca do ano  | Melhor marca do ano (World leading)          | Recorde asiático      | Recorde asiático (Asian)              | DNS                        | Não largou (Did not start)                |   |                                      |
| Recorde nacional     | Recorde nacional (National record)           | Recorde europeu       | Recorde europeu (European)            | DNF                        | Não terminou (Did not finish)             |   |                                      |
| Recorde pessoal      | Recorde pessoal do atleta (Personal best)    | Recorde da Oceania    | Recorde da Oceania (Oceania)          | DSQ / DQ                   | Desclassificado (Disqualified)            |   |                                      |
| Recorde da temporada | Recorde da temporada do atleta (Season best) | Recorde sul-americano | Recorde sul-americano (South America) | NM                         | Sem marca (No mark)                       |   |                                      |

### Remo
| S | Classificado(a) para as semifinais |    |                        | FA | Final A (disputa de medalhas) |  |  | FD | Final D (sem medalhas) |
| Q | Classificado(a) para as quartas    | FB | Final B (sem medalhas) | FE | Final E (sem medalhas)        |  |  |    |                        |
| R | Classificado(a) para a repescagem  | FC | Final C (sem medalhas) | FF | Final F (sem medalhas)        |  |  |    |                        |